# Michał Goszczyński

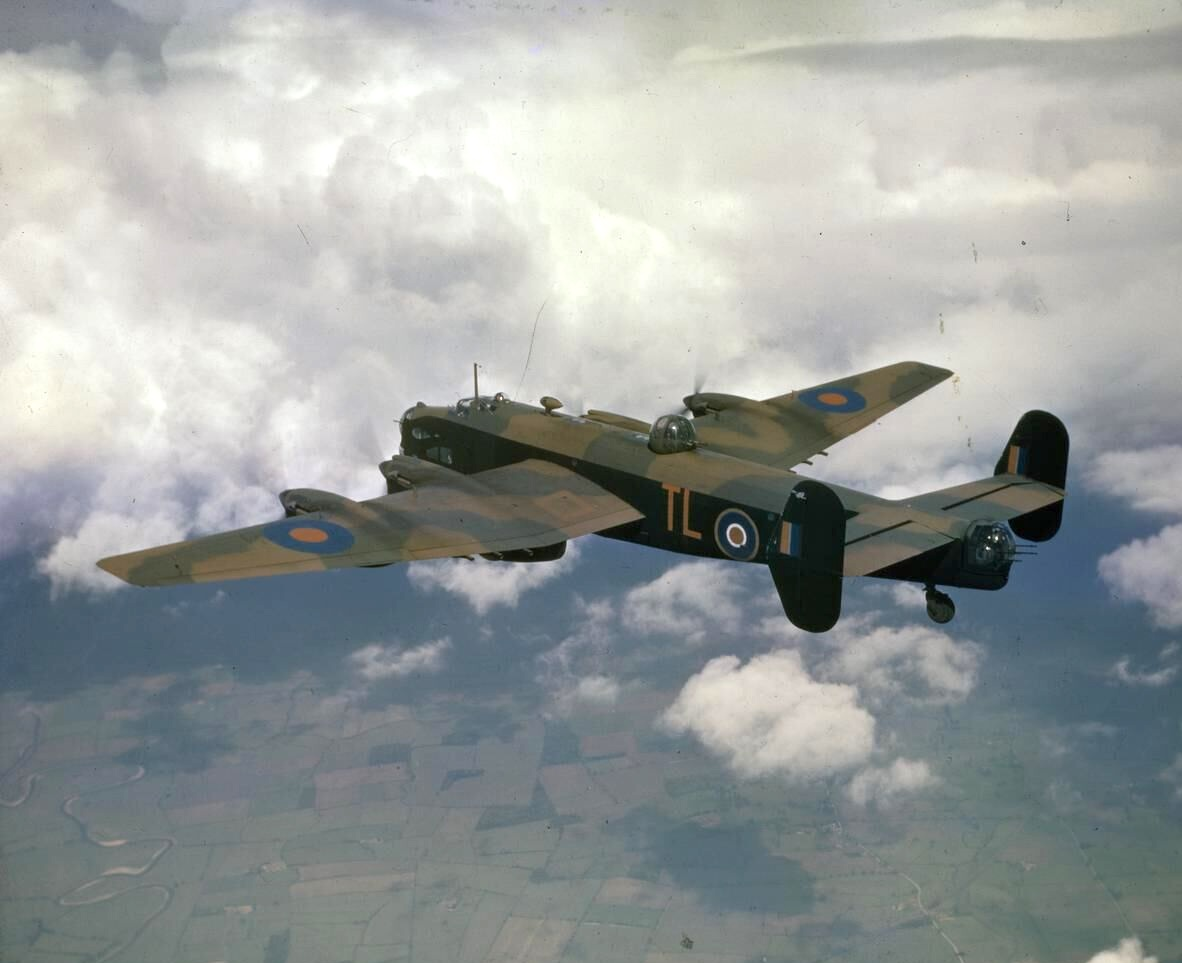
Samolot Handley Page Halifax II – takimi samolotami dokonywano zrzutów

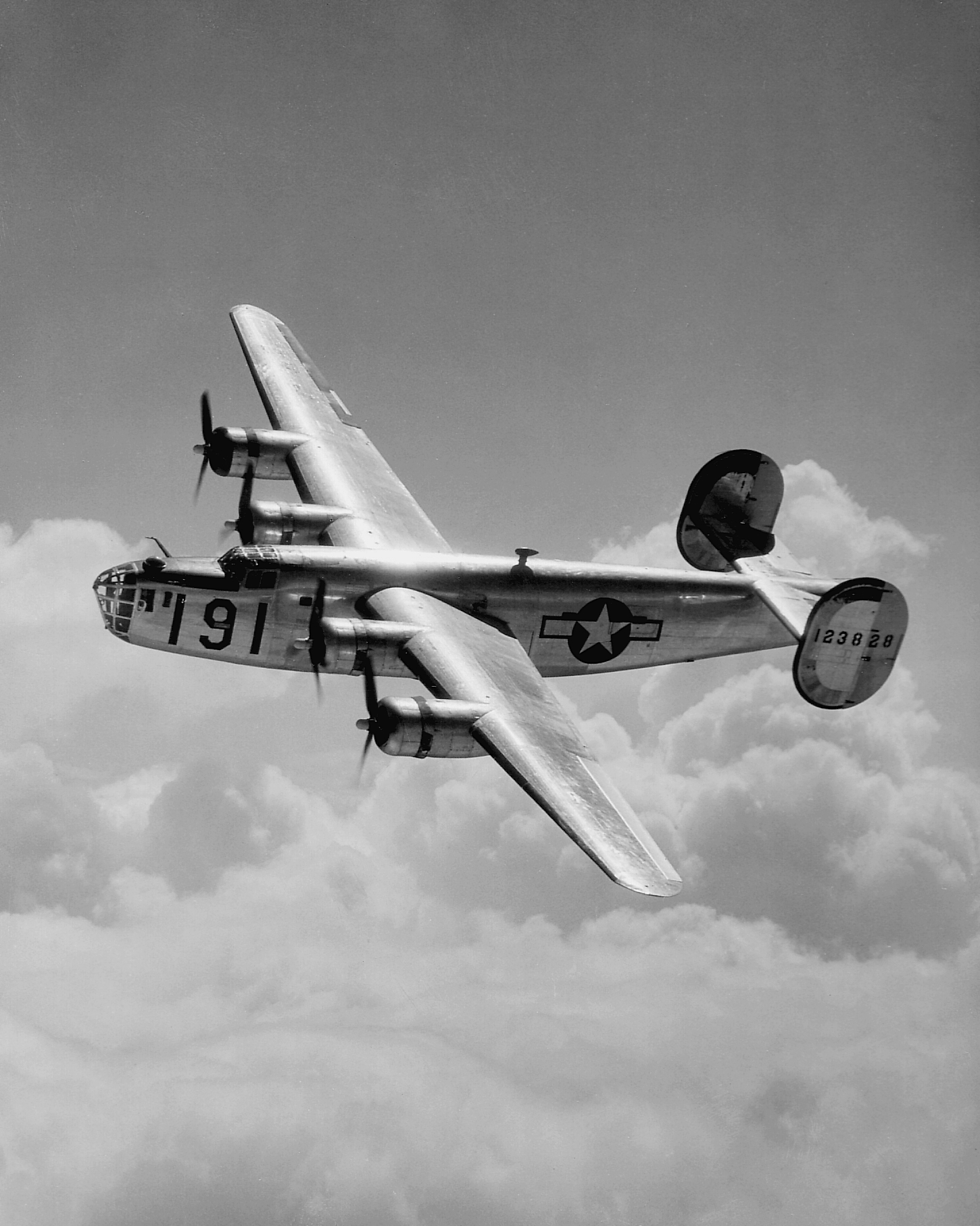
Samolot Consolidated B-24 Liberator – takimi samolotami dokonywano zrzutów

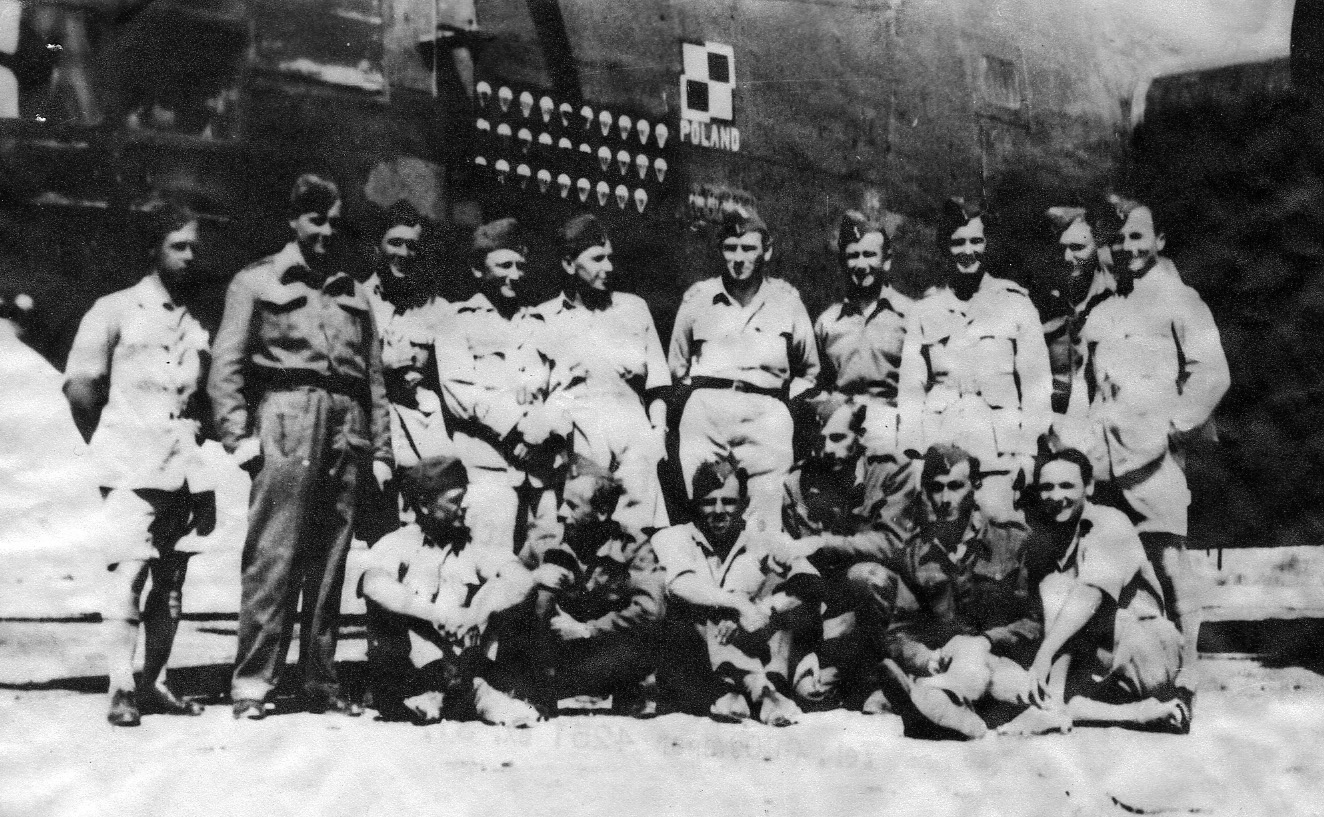
Załoga „Liberatora” z 1586 Eskadry Specjalnego Przeznaczenia po powrocie z misji nad Warszawą. Lotnisko Brindisi

Michał Goszczyński (ur. 2 stycznia 1921 w Przybojewie, zm. 13 kwietnia 1990 w Warszawie) – kapitan pilot Polskich Sił Powietrznych w Wielkiej Brytanii, kawaler Orderu Virtuti Militari.

## Życiorys
Urodził się 2 stycznia 1921 w Przybojewie, powiat Płońsk jako syn Antoniego. W gimnazjum w Płońsku należał do szkolnego koła modelarskiego, biorąc udział w powiatowych zawodach modeli latających z napędem gumowym. Świadectwo maturalne uzyskał w 1938. W sierpniu tego roku w Ustjanowej ukończył kurs szybowcowy w ramach lotniczego Przysposobienia Wojskowego, uzyskując kat. B pilota szybowcowego. Po zdaniu egzaminu został przyjęty do Szkoły Podchorążych Lotnictwa w Dęblinie. Z powodu groźby wybuchu wojny odbył przeszkolenie w trybie przyspieszonym na samolotach szkolnych RWD-8 i PWS-26, po czym został zakwalifikowany do dalszego szkolenia na samolotach myśliwskich, otrzymując stopień kaprala podchorążego pilota. 
W momencie wybuchu wojny jego szkolna eskadra ewakuowała się na wschód Polski na lotniska zapasowe. Po przekroczeniu 17 września granicy polsko-rumuńskiej został internowany i był przetrzymywany w obozie dla personelu lotnictwa we wsi Sarighiol niedaleko przy granicy z Bułgarią. Polskim komendantem w owym czasie był tam kpt. pilot Janusz Meissner. Już w listopadzie M. Goszczyńskiemu udało się wydostać z obozu i z rumuńskiego portu Balcie odpłynął do Syrii. Stamtąd dotarł do Francji, gdzie w styczniu 1940 dołączył do tworzących właśnie oddziałów lotniczych w Carpinian w pobliżu Marsylii, a następnie dostał się do ośrodka szkoleniowego w Lyonie.
Upadek Francji w czerwcu 1940 zmusił polskie oddziały lotnicze do ewakuacji do Anglii. Tam został skierowany na przeszkolenie do tworzącej polskiej szkoły pilotażu w Hucknall w pobliżu Nottingham, którą ukończył jako prymus w kwietniu 1941 w stopniu starszego sierżanta podchorążego. Tam został również przeszkolony na samolotach dwusilnikowych. W lipcu 1941 ukończył kurs instruktorski w szkole nr 1 w Upavon. Pracę jako instruktor rozpoczął w polskiej szkole pilotażu w Peterborough, a następnie w Newton szkolił pilotów do marca 1943. W 1941 awansował na stopień podporucznika, a w 1942 – porucznika i stopnia angielskiego kapitana (F/LT – Flight Llieutenant).
W czerwcu 1943 dostał przydział do angielskiego 138. dywizjonu specjalnego, w którego skład wchodził polski klucz. Początkowo latał jako II pilot na bombowcu „Halifax”, następnie po przeszkoleniu w charakterze I pilota wykonywał loty bojowe z bazy RAF Tempsford k. Cambridge, dokonując m.in. zrzutów broni i zaopatrzenia dla podziemnych armii okupowanej Europy, również dla Armii Krajowej w Polsce. Wykonał on 6 lotów do Polski, z których każdy trwał 13–14 godzin. W krótkim czasie z polskiego klucza sformowano samodzielną 1586 SD Flight będącą Eskadrą do Zadań Specjalnych i przeniesiono ją do Afryki Północnej na lotnisko Sidi Amor niedaleko Tunisu w Tunezji. Stamtąd m.in. wykonał w grudniu 1943 dwa loty do Polski. Stamtąd wykonał w grudniu 1943 dwa loty do Polski. W tym samym czasie 1586 Eskadrę przeniesiono do Włoch na lotnisko Campo Casale koło Brindisi. Z tej bazy wykonywał na „Halifaxach” loty do okupowanych krajów, m.in. 22 loty bojowe do Polski. W lipcu 1944 po wykonaniu 76 lotów bojowych został przeniesiony do Wielkiej Brytanii na tzw. odpoczynek. Jednak już w październiku tego roku został skierowany w charakterze instruktora do polskiego oddziału 18 OTU Ośrodka Wyszkolenia Bojowego Załóg Bombowych w Finningley k. Doncaster.
W czerwcu 1945 otrzymał przydział do dywizjonu RAF Blackbushe jako instruktor pilot i szkolił na samolotach transportowych „Warwick”. Następnie szkolił pilotów 304 Dywizjonu. W lutym 1946 został przydzielony do 301 dywizjonu transportowego, gdzie latał na samolotach „Halifax” VII C. Po rozwiązaniu polskich formacji lotniczych w czerwcu 1947 został w stopniu kapitana. zdemobilizowany. W czasie II wojny światowej wylatał 2300 godzin, z tego 800 godzin w nocy.
Do Polski powrócił w październiku 1947. Od sierpnia 1948 podjął pracę w Departamencie Lotnictwa Cywilnego Ministerstwa Komunikacji i sprawował do 1951 pieczę nad całokształtem szkolenia samolotowego w aeroklubach. 6 września 1948 na lotnisku Okęcie wziął udział w pokazach lotniczych z okazji Święta Lotnictwa z udziałem 9 samolotów Piper Cub Aeroklubu Warszawskiego. Z ramienia Departamentu Lotnictwa Cywilnego MK wykonał 7 maja 1950 lot sprawdzający na motoszybowcu „Pegaz”, którego celem było wydanie opinii o przydatności płatowca do szkolenia pilotów szybowcowych kat. C w pilotażu silnikowym metodą samodzielną. W tym samym roku jako pilot oblatywacz odbierał pierwszą serię samolotów CSS-13 i pierwsze samoloty „Żak” z LWD z Łodzi. Był autorem znacznej części instrukcji szkoleniowych oraz instruktorem pilotażu na wielu kursach, m.in. w sierpniu 1949 na kursie akrobacji samolotowej na olsztyńskim lotnisku w Dajtkach, gdzie latano na niemieckich samolotach „Kadet” i „Szczygieł”. W 1949 i na początku lat 50. Był komisarzem sportowym ARP oraz instruktorem społecznym w Aeroklubie Warszawskim. 20 sierpnia 1950. w czasie Święta Lotnictwa na Okęciu latał m.in. w literze „O” w utworzonym przez szyk 43 samolotów (CSS i Po-2) napisie „Pokój” literze „Z” lecąc na Samolocie Zlin-26, podczas pokazów lotniczych 20 lipca 1952 na Okęciu prowadząc szyk tworzący litery ZMP.
Z Departamentu Lotnictwa Cywilnego przeniesiony został do Zarządu Głównego Ligi Lotniczej, gdzie zajął stanowisko kierownika wyszkolenia lotniczego. W 1953, po połączeniu Ligi Lotniczej z Ligą Przyjaciół Żołnierza, został w pionie lotniczym kierownikiem wyszkolenia samolotowego, pracując tam do 1954. W sierpniu tego roku podjął pracę w Wydawnictwach Komunikacyjnych jako redaktor książek lotniczych i samochodowych. Jest współautorem kilkunastu książek o tematyce samochodowej. Niezależnie od pracy w wydawnictwie zajmował się działalnością społeczną w lotnictwie sportowym. Od lutego 1958 do kwietnia 1960 pełnił funkcję wiceprezesa Zarządu Głównego Aeroklubu PRL. W 1959 został Członkiem Honorowym Aeroklubu Warszawskiego. W 1986 został uhonorowany Dyplomem Międzynarodowej Federacji Lotniczej imienia Paula Tissandiera.
Michał Goszczyński na 30 typach samolotów wylatał ogółem 2700 godzin, w tym na szybowcach i motoszybowcach 30 godzin. Wykonał 3 skoki spadochronowe.
Zmarł 13 kwietnia 1990 w Warszawie, pochowany został w Falenicy k. Warszawy.

## Ordery i odznaczenia
- Krzyż Srebrny Orderu Wojskowego Virtuti Militari (1944)
- Krzyż Walecznych (trzykrotnie)
- Medal Lotniczy (czterokrotnie)
- Odznaka Zasłużony Działacz Lotnictwa Sportowego nr 52 (1966)
- Krzyż Sił Powietrznych (Wielka Brytania, 1944)